# Organizaciones Certificadoras y Reguladoras Inalámbricas
Todos los dispositivos inalámbricos cumplen con algunas normas y estándares para su operación, de manera que exista una interoperabilidad entre estos sin necesidad de que sean del mismo fabricante.
Además, existen regulaciones sobre el uso de estos equipos, los cuales deben ser aprobados para su uso según las regulaciones de cada país. Existen regulaciones para el uso del espectro de frecuencia o espectro de radio, el impacto ambiental, etc.

## AlianzaWi-Fio Wi-Fi Alliance (Wi-Fi)
La Alianza Wi-Fi (Wireless Fidelity) es una asociación internacional sin fines de lucro que fue formada en 1999. Se formó para certificar la interoperabilidad de productos WLAN basados en la especificación IEEE 802.11.
El objetivo de la alianza Wi-FI es mejorar la experiencia del usuario mediante la interoperabilidad de los productos.
Wi-Fi CERTIFIED, es el logotipo que se otorga a los equipos de WLAN que pasan las pruebas de funcionalidad e interoperabilidad de la Alianza Wi-Fi. Un equipo certificado con este logotipo, funciona con cualquier otra pieza de red inalámbrica que también cuente con el mismo logotipo.
Wi-Fi ZONE, son redes hot spot inalámbricas a las que los usuarios pueden acceder cuando están en lugares públicos. Generalmente se encuentran en aeropuertos, cafés, etc. Solo los proveedores de servicios que cumplen los estándares de implantación y servicio de zonas Wi-Fi pueden mostrar este logotipo.

## Wireless LAN Association (WLANA)
Es una asociación comercial educativa sin ánimo de lucro, cuyo objetivo es brindar información al público en general, usuarios e industrias sobre temas relacionados con WLAN, como por ejemplo, aplicaciones, tendencias, problemas, disponibilidad, etc. 
También cuenta con programas de certificación como por ejemplo la CWNA (Certified Wireless Network Administrator).

## Federal Communications Commission (FCC)
Es la agencia gubernamental de Estados Unidos. Es responsable de regular las comunicaciones interestatales e internacionales por radio, televisión, satélite y cable.
Casi todos los países tienen una agencia reguladora que vigila el uso del espectro de radio o espectro de frecuencias en ese país. 
En otros países lo hacen los ministerios de correos y telecomunicaciones, por ejemplo, en Perú el encargado es el Ministerio de Transportes y Comunicaciones..

## Underwriters Laboratories Inc. (UL)
Es una organización sin fines de lucro de certificación y prueba de la seguridad de los productos o equipos, tiene una reputación de ser líder en la prueba y certificación de productos en cuanto a su seguridad. UL es uno de los asesores más reconocidos y acreditados del mundo.
El logotipo de UL significa que el producto ha sido aprobado en cuanto a requisitos de seguridad para su normal operación.
También significa que las comprobaciones periódicas de las instalaciones de fabricación certificadas por UL han reafirmado este estado de seguridad. 
En el año 2001, 64482 fabricantes diferentes fabricaron productos certificados por UL y alcanzó 190 millones de clientes con mensajes de seguridad en Estados Unidos y Canadá.

## European Telecommunications Standards Institute (ETSI)
Es una organización sin ánimos de lucro cuya misión es producir los estándares de telecomunicaciones que se utilizaran en Europa y otros lugares.
El ETSI tiene miembros de 52 países que se extienden más allá de Europa. 
El ETSI representa a operadores, fabricantes, proveedores de servicios, investigadores y usuarios. 
Las actividades del ETSI están determinadas por las necesidades del mercado expresadas por sus miembros.
El ETSI juega un papel importante en el desarrollo de estándares y documentación técnica.